# Heksch Sándor
Heksch Sándor (Alexander Franz Heksch, Pest, 1836. november 29. – Bécs, 1885. január 9.) magyarországi származású bécsi író. 1867 körül a pesti Lloyd-társulat hivatalnoka volt.

## Munkái
- Die Donau von ihrem Ursprunge bis an die Mündung. Eine Schilderung von Land und Leuten des Donaugebietes. Mit 200 Illustr. u. einer Karte. Wien, 1879-80. (2. kiadás. Wien, 1881.)
- Tátra-Füred éghajlati gyógyhely és vízgyógyintézet. Felső-Magyarország Szepesmegye. Wien, 1881. (Az osztrák-magyar gyógy- és fürdőhelyek I. Németül: Wien, 1881.)
- Illustrirter Führer durch die Karpathen und oberungarischen Badeorte. Wien, 1881. (30 ábrával és öt térképpel.)
- Illustrirter Führer durch Ungarn und seine Nebenländer. Wien, 1882. (50 rajzzal és négy térképpel).
- Illustrirter Führer durch Budapest und Umgebungen. Wien, 1882. (40 rajzzal és 7 térképpel, 2. kiadás. Wien, 1885.)
- Illustrirter Führer durch die ungarischen Ostkarpathen, Galizien, Bukovina und Rumänien. Wien, 1882. (50 képpel és 6 térképpel.)
- Aus Ungarns Novellenschatz. Pressburg, 1884.
- Blüthen aus dem Osten. Pressburg, 1884.
- A trencsén-tepliczi fürdő leirása. Pressburg, 1884. (Németül és francziáúl is.)
- Kalauz Budapesten és az országos kiállításon, számos képpel. Budapest és az orsz. kiállítás a szinházi számozott ülőhelyek tervrajzával. Bpest, 1885.